# همجة
الهَمَجة أو ذبابة الندى أو الدروسوفيلا أو ذبابة الفاكهة هي جنس من الذباب الصغير تنتمي لفصيلة الهمجيات والتي يسمى أعضاؤها غالبا ب«ذباب الفاكهة» أو (بشكل أقل شيوعا) بذباب الجفت أو ذباب الخل أو ذباب النبيذ. هناك نوع واحد من الدروسوفيلا بالتحديد (ذبابة الفاكهة الشائعة) تم استخدامه بشكل مكثف في أبحاث علم الوراثة وهو نموذج حي شائع في دراسة علم الأحياء النمائي. تستخدم مصطلحات «ذبابة الفاكهة» و«الدروسوفيلا» غالبا بشكل مرادف لل«دروسوفيلا ميلانوجاستر» في مطبوعات علم الأحياء الحديثة.

## الأنواع
أنواع هذا الجنس:
- كود سباركل
- تحديث القائمة

نوع:ذبابة فاكهة شائعة 
اسم علمي: Drosophila melanogaster

نوع:هشيش أغبس 
اسم علمي: Drosophila fusca

## روابط خارجية
- Fly Base FlyBase is a comprehensive database for information on the genetics and molecular biology of Drosophila. It includes data from the Drosophila Genome Projects and data curated from the literature.
- Berkeley Drosophila Genome Project
- Annual Drosophila Research Conference
- AAA: Assembly, Alignment and Annotation of 12 Drosophila species
- UCSC Genome browser
- TaxoDros: The database on Taxonomy of Drosophilidae
- UC San Diego Drosophila Stock Center breeds hundreds of species and supplies them to researchers
- FlyMine is an integrated database of genomic, expression and protein data for Drosophila
- The Drosophila Virtual library is library of Drosophila on web
- Drosophila Melanogaster contains further information.
- C-CAMP Fly facility - In India microinjection service for the generation of transgenic lines, Screening Platforms, Drosophila strain development